# Komisja Organizacyjna

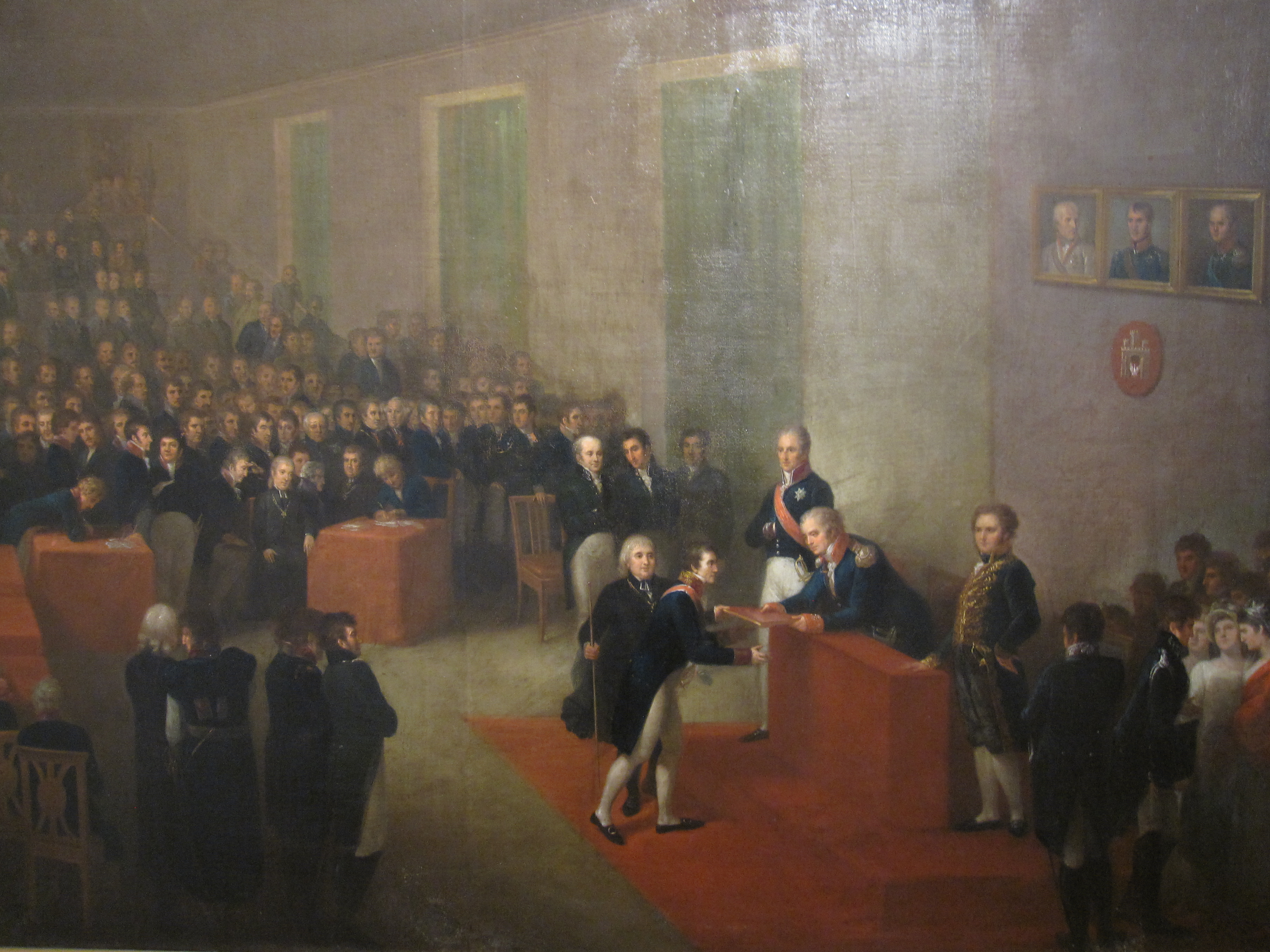
Nadanie konstytucji Wolnemu Miastu Krakowowi, obraz pędzla Józefa Brodowskiego, na ścianie portrety trzech monarchów zaborczych

Komisja Organizacyjna – istniejący w latach 1815–1818 organ powołany przez zaborców w celu opracowania ram ustrojowych Rzeczypospolitej Krakowskiej.
Komisja Organizacyjna powstała w 1815 r. Składała się z trzech osób – reprezentantów trzech państw zaborczych („opiekuńczych” wobec Rzeczypospolitej); byli nimi Józef Sweerts Spork, Ignacy Miączyński i Ernest Reibnitz. Ponadto w jej pracach uczestniczyło z głosem doradczym kilku obywateli Krakowa. Komisja Organizacyjna powołała pierwszy skład Senatu Rządzącego oraz opracowała rozszerzoną wersję konstytucji z 1815 r., ogłoszoną w 1818 r. Ponadto wydała szereg innych aktów prawa dla Krakowa, normujących m.in. podział administracyjny kraju i statut krakowskiego uniwersytetu.